# Adult R&B Songs
Adult R&B Songs (anteriormente chamado de Adult R&B Airplay) é um gráfico de airplay que é publicado semanalmente pela revista Billboard. O gráfico acompanha e mede o airplay das músicas tocadas nas estações de rádio urban adulto contemporâneo (Urban AC), cuja lista de reprodução inclui principalmente R&B contemporâneo, faixas tradicionais de R&B, soul, neo soul, quiet storm, slow jam e smooth jazz . O Nielsen Audio às vezes se refere ao formato de rádio contemporâneo urbano para adultos. A Billboard criou a parada em setembro de 1993, com o primeiro número sendo "Another Sad Love Song", de Toni Braxton.. Alicia Keys é a artista com mais músicas em primeiro lugar na parada, contabilizando 12 no total.

Mary J. Blige é a artista com mais músicas no top 10 da parada, contabilizando 23 no total.

## Critérios da parada
Existem trinta posições neste gráfico e é baseado exclusivamente no airplay de rádio. 65 estações de rádio urbanas adulto contemporânea são monitoradas eletronicamente 24 horas por dia, sete dias por semana pela Nielsen Broadcast Data Systems. As músicas são classificadas com base no número de execuções que cada música recebeu durante essa semana
As músicas que recebem o maior crescimento receberão uma "bala", embora existam faixas que também receberão marcadores se a perda nas detecções não exceder a porcentagem de tempo de inatividade de uma estação monitorada. Os prêmios "Airpower" são concedidos a músicas que aparecem no top 20 das paradas de exibição e audiência pela primeira vez, enquanto o prêmio de "maior ganho" é concedido a músicas com o maior aumento de detecções. Uma música com seis ou mais rodadas na primeira semana recebe um "acréscimo no airplay". Se uma música estiver empatada com mais giros na mesma semana, aquela com o maior aumento da semana anterior terá uma classificação mais alta, mas se as duas músicas mostrarem a mesma quantidade de giros, independentemente da detecção, a música que está sendo reproduzida em mais estações é classificado mais alto. As músicas que ficam abaixo dos 15 primeiros e estão no gráfico após 20 semanas são removidas.

## Artistas com com maior número de hits na primeira posição no Adult R&B Songs
- Alicia Keys - 12[5]
- Toni Braxton - 11[6]
- Maxwell - 7[7]
- Charlie Wilson - 7[8]
- Kem - 7[9]
- R. Kelly - 7[10]
- Mary J. Blige - 6[11]
- Luther Vandross - 6[12]
- Whitney Houston - 6[13]
- Brian McKnight - 6[14]
- Anita Baker - 5[15]
- D'Angelo - 5[16]
- Boyz II Men - 5 [17]

## Artistas com com maior número de hits na primeira posição em várias décadas consecutivas
- Toni Braxton (1990,2000,2010,2020)[6]
- Alicia Keys (2000,2010,2020)[18]
- Charlie Wilson (2000, 2010,2020)[8]
- Usher (2010,2010,2020)[19]
- Kem (2000,2010,2020)[9]